# 重合反応
重合反応（じゅうごうはんのう、英: polymerization）とは重合体（ポリマー）を合成することを目的にした一群の化学反応の呼称である。また重合反応はその元となる反応の反応機構や化学反応種により細分化され、区分された反応名に重または重合の語を加えることで重合体合成反応であることを表す。

## 特徴と分類
広義における高分子は分子量が数千以下のオリゴマーも含めて呼称しているが、厳密な意味での高分子とは、重合体の物性は分子量あるいは重合度の大小で変化し、分子量で10,000以上、重合度でおおよそ100を越えると重合度に由来する物性の変化が見られなくなる程度の分子サイズの重合体を指す。例えば重合度が100になるには連鎖重合では99段階、逐次重合では少なくとも7段階の反応を経ないと到達しえない。言い換えると逐次重合で7段階を繰り返した後の収率が多く見積もっても50%であるためには単段階の収率 {\displaystyle x} は {\displaystyle 0.5=x^{7}} すなわち {\displaystyle x={\sqrt[{7}]{0.5}}=0.91} 以上ある必要があることが判る。実際の高分子の製品は重合度は1,000を越えるものも珍しくないので高分子を合成する反応は、副反応を起こさない高収率な反応である必要がある。
- 連鎖重合
  - 付加重合
    - ラジカル重合
    - カチオン重合
    - アニオン重合
    - 配位重合

  - 開環重合
    - ラジカル重合
    - カチオン重合
    - アニオン重合
    - 配位重合

  - 連鎖縮合重合
- 逐次重合
  - 重縮合
  - 重付加
  - 付加縮合
- リビング重合
  - リビングアニオン重合
  - リビングカチオン重合
  - リビングラジカル重合
  - リビング配位重合

また、共重合体の単位構造配列による分類方法もある。
- ランダム共重合体
- 交互共重合体
- ブロック共重合体
- グラフト共重合体

## 連鎖重合
連鎖重合（英: chain polymerization）とは、反応が開始されると基質が成長活性種（ラジカル、カチオン、またはアニオン）となり、反応が連鎖的に続く反応である。成長活性種は反応開始剤と反応すると、反応活性が高い部位（反応点）が現れる。反応点がモノマーと反応すると、同じ構造の新しい反応点が現れる。こうして次々に反応が続き、高分子は伸長する。反応の初期段階から、高い重合度の生成物が現れる。連鎖重合には、ビニルモノマーの重合である付加重合（addition polymerization）と、環状モノマーが開環して重合する開環重合（ring-opening polymerization）がある。この二つの重合は成長活性種により、ラジカル重合、カチオン重合、アニオン重合、配位重合にそれぞれ更に分けられる。付加重合の反応過程は開始、成長、停止から成る。

### イオン重合
イオン重合（—じゅうごう、英: 	ionic polymerization）とは、付加重合のうち活性種がアニオンもしくはカチオンである重合のことで、それぞれアニオン重合およびカチオン重合と呼ばれる。特徴としては、一般にラジカル重合は未反応モノマーの減少に伴い連鎖反応が減少するとともにポリマーラジカル同士や副反応のラジカル反応で終端反応が増加しラジカル種が減少・消滅する。そしてラジカル重合は水系などプロトン溶媒中でも進行するが、一方イオン重合ではイオン種が消滅しないようにする為に非プロトン溶媒が使用され、あるいは低密度ポリエチレンのように気相で反応させる必要がある。しかし、そのような反応溶媒中では系中のモノマーを消費した後でも成長末端であるアニオンおよびカチオンは比較的安定であり、同一あるいは別種のモノマーを追加することで重合が再開する（リビング重合）。特にスチレンやジエンなど炭化水素をモノマーとするアニオン重合は成長中のカルボアニオンが安定な為、リビング重合に良く用いられる。また、分子量分布が比較的狭いのも特徴の一つである。また重合反応の反応形式の一つである開環重合は、イオン重合により進行する。

#### カチオン重合
カチオン重合（—じゅうごう、英: cationic polymerization）とは、イオン重合のうち、活性種がカチオンである重合のこと。一般的に用いられる開始剤としては、一般のブレンステッド酸の他に三塩化アルミニウムに代表されるルイス酸なども用いられる。また、用いるモノマーとしては電子供与性基を持つアルケンの方が活性種であるカチオンを安定化するために重合活性が高い。

#### アニオン重合
アニオン重合（—じゅうごう、英: anionic polymerization）とは、イオン重合のうち、活性種がアニオンである重合のこと。用いられる開始剤としてはアルキルリチウム化合物がよく用いられる。また、用いるモノマーとしては電子求引性基を持つアルケンの方が活性種であるアニオンを安定化するために重合活性が高い。
代表的な例としては、瞬間接着剤のシアノアクリル酸エステルは少量の水を開始剤としてアニオン重合することで固化接着する。

## 逐次重合
逐次重合（ちくじじゅうごう、英: step polymerization）とは、反応点がモノマーに存在する重合反応である。反応はモノマーの官能基間とで起こり、重合は段階的に進む。反応の初期は低重合度の重合体が多いが、モノマーが消失するにつれ重合体の反応が増え、反応後半になって高重合度の重合体が現れてくる。

### 重縮合
重縮合（じゅうしゅくごう、英: polycondensation）とは、縮合反応の繰り返しによる重合反応である。縮重合（しゅくじゅうごう）とも呼ばれる。代表的な重合体を次に示す。
- ポリアミド樹脂（ナイロン）
- ポリエステル樹脂 (PET)
- ポリカーボネート樹脂

### 重付加
重付加（じゅうふか、英: polyaddition）とは、付加反応の繰り返しによる重合反応である。大きく分けて、活性水素をもつヘテロ原子の基が多重結合などに付加する水素移動型重付加と、ペリ環状反応で多重結合が付加する電子移動型重付加とがある。代表的な重合体を次に示す。
- 水素移動型重付加
  - ポリウレタン（ウレタン樹脂）
  - エポキシ樹脂
- 電子移動型重付加
  - 環状ポリオレフィン樹脂

また、広義には（後に述べる）付加縮合を含む。

### 付加縮合
付加縮合（ふかしゅくごう、英: addition condensation）がある。付加反応と縮合反応の両方が繰り返される重合反応は付加重合と呼ぶ。代表的な重合体を次に示す。
- フェノール樹脂（ベークライト）

フェノール樹脂の合成はフェノールへのホルムアルデヒドの付加反応で始まる。付加生成物のヒドロキシメチル基とフェノールは縮合反応をし、その縮合生成物へとホルムアルデヒドは付加反応する。これが繰り返されてフェノール樹脂は重合される。
- 尿素樹脂（ユリア樹脂）
- メラミン樹脂

これらの樹脂は形成後の熱処理により付加縮合が進行し、架橋構造が形成されて硬化する特徴を利用されることが多い。

## リビング重合
リビング重合は開始反応及び成長反応のみで構成されているため、重縮合反応において重合体末端にも反応点が維持される場合は、反応の前半後半に関係なく重合度は反応率に比例する。リビング重合を示す重合体は反応性を維持しているため、反応が一旦終了したのち、モノマーを追加した場合重合反応が再開する。この性質はブロック重合やポリマーアロイでは重要な性質である。また、リビング重合はその反応の機構から、リビングアニオン重合、リビングカチオン重合、リビングラジカル重合、リビング転位重合などに細かく分けられる。